# Contea di Towns
La contea di Towns (in inglese Towns County) è una contea dello Stato della Georgia, negli Stati Uniti. La popolazione al censimento del 2000 era di 9 319 abitanti. Il capoluogo di contea è Hiawassee.